# Kedungprimpen
Kedungprimpen is een bestuurslaag in het regentschap Bojonegoro van de provincie Oost-Java, Indonesië. Kedungprimpen telt 2514 inwoners (volkstelling 2010).